# Iio
iiO (pronunciat Ai-O) fou un duet de músic dance, o EDM (musica electrònica de ball) amb base a Nova York. Estava compost per la cantant i lletrista Nadia Alii el productor Markus Moser. El grup va saltar a la fama amb el senzill "Rapture" de 2001, que va arribar al capdamunt de llistes com ara UK Singles Chart i Billboard Hot Dance Club Play chart.